# Heinkel HE 8
Хейнкель HE 8 (нем. Heinkel HE  8) — немецкий однодвигательный гидросамолёт-разведчик.

## Создание и эксплуатация
Командование ВМС Дании заказало Эрнсту Хейнкелю разработать самолёт для своей морской авиации. За основу был взят самый успешный гидросамолёт HE 5. Новый самолёт получил обозначение HE 8. Он был оснащён двигателем Armstrong Siddeley Jaguar мощностью 450 л. с. и вооружён двумя 8-мм пулемётами и восемью кассетами с 12-ю 0,5 кг бомбами. 22 машины были закуплены Данией. Первый самолёт поступил на вооружение в 1928 году. Последний He 8 был построен в 1938 году. Эксплуатация велась до 1940 года. В начале 30-х годов была изготовлена одна машина с двигателем Packard 3A-2500 мощностью 800 л.с., получившая обозначение HE 31.

## Модификация
HE 8
Orlogsvaerftet HM.II
Zmaj-Heinkel HE 8
HE 31
модификация с двигателем Packard 3A-2500 (800 л.с.), 1 экземпляр.

## Лётно-технические характеристики
| Модификация                 | HE 8                                                            |
| Размах крыла, м             | 16,77                                                           |
| Длина, м                    | 11,65                                                           |
| Высота, м                   | 4,40                                                            |
| Площадь крыла, м2           | 47,00                                                           |
| Масса, кг                   |                                                                 |
| пустого самолёта            | 1675                                                            |
| нормальная взлетная         | 2650                                                            |
| Тип двигателя               | 1 ПД Armstrong Siddeley Jaguar                                  |
| Мощность, л. с.             | 1 х 450                                                         |
| Максимальная скорость, км/ч | 210                                                             |
| Крейсерская скорость, км/ч  | 170                                                             |
| Практическая дальность, км  | 1290                                                            |
| Скороподъемность, м/мин     | 168                                                             |
| Практический потолок, м     | 5600                                                            |
| Экипаж, чел                 | 2                                                               |
| Вооружение:                 | два 8-мм пулемета Мадсен и восемь кассет с 12 х 0,5 кг бомбами. |

## Эксплуатанты
Дания
- Авиационный корпус морской авиации

 Югославия
- авиация Королевских ВМС: 1 самолёт.